# Grindcore
Grindcore er en musikgenre der er et miks af hardcore punk og death metal, med relation til discore og crustcore. Genren opstod i midten af 80'erne med albums fra de amerikanske bands Repulsion og Siege.

## Karakteristik
Grindcore er kendetegnet ved kortvarige aggressive ultra-hurtige numre, der i længde typisk varierer fra 10 sek. til allerhøjest 2 min. Et af de korteste numre, er Brutal Truths Collateral damage på små 2,18 sekunder, der også har en plads i Guinness Rekordbog for korteste musikvideo. Også Napalm Death er med i Guinness Rekordbog for verdens korteste sang You Suffer på præcis 1,316 sekunder. En endnu mere ekstrem genre er en undergenre ved navn cybergrindcore, hvor kunstnerne benytter sig af diverse digitaludstyr og maskintrommer. Af udøverne heraf kan f.eks. nævnes den amerikanske trio Agoraphobic Nosebleed.